# Olivia Hauser
Pour les articles homonymes, voir Hauser.
Olivia Hauser, née le 17 juin 1982 à Worb, est une joueuse professionnelle de squash représentant la Suisse. Elle atteint le 91e rang mondial en janvier 2002, son meilleur classement. Elle remporte les championnats de Suisse en 2008.

## Palmarès

### Titres
- Championnats de Suisse : 2008